# Sardonahütte
Die Sardonahütte liegt am Ende des Calfeisentals auf einer Höhe von 2158 m ü. M. und ist nach dem Piz Sardona benannt. Sie wurde am 7. August 1898 offiziell eingeweiht und gehörte bis 2004 der SAC-Sektion St. Gallen. Seit 2005 gehört sie der SAC-Sektion Zindelspitz. Die Hütte kann in etwa drei Stunden von St. Martin aus zu Fuss erreicht werden und ist in den Sommermonaten bewartet.

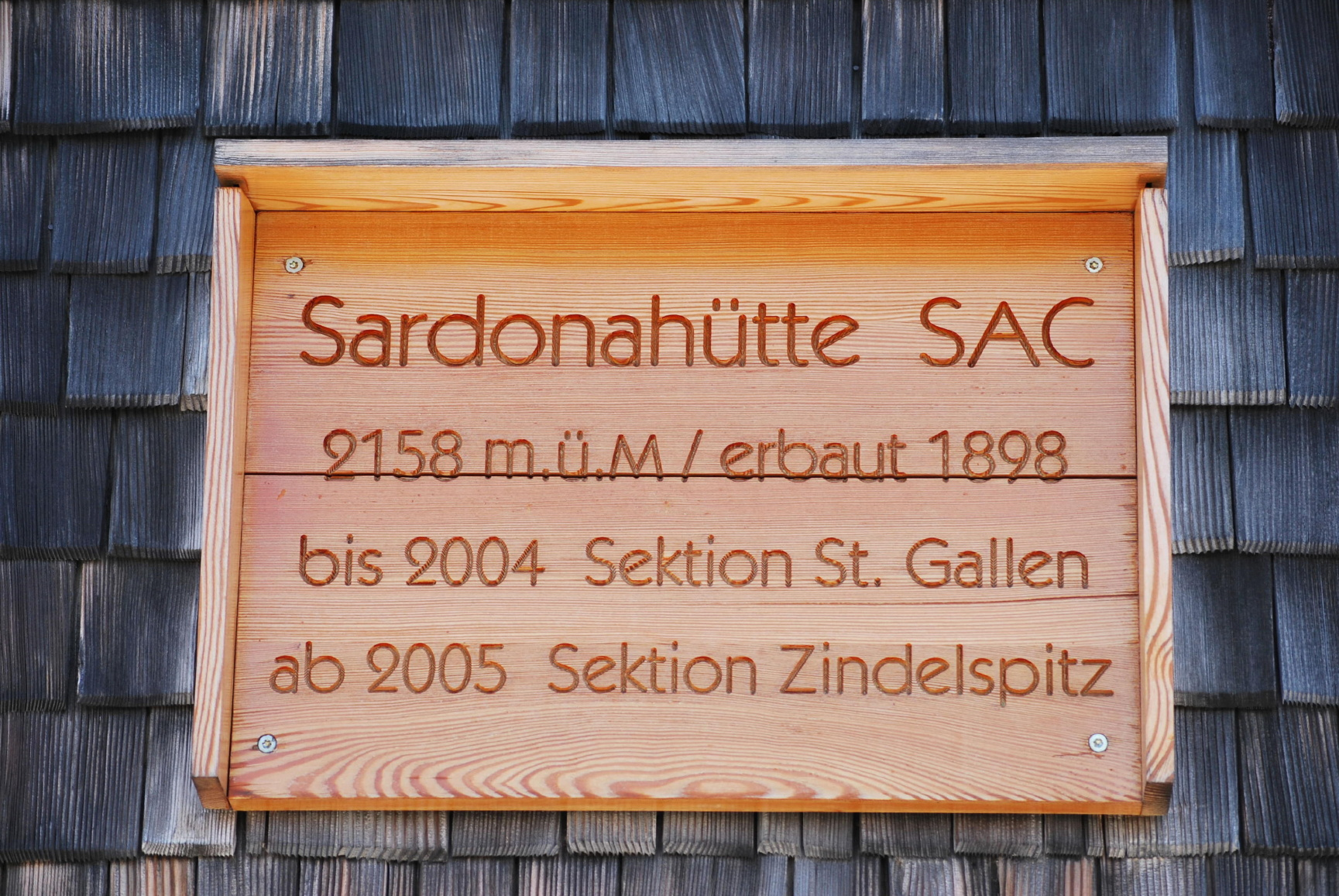
Tafel an der Sardonahütte
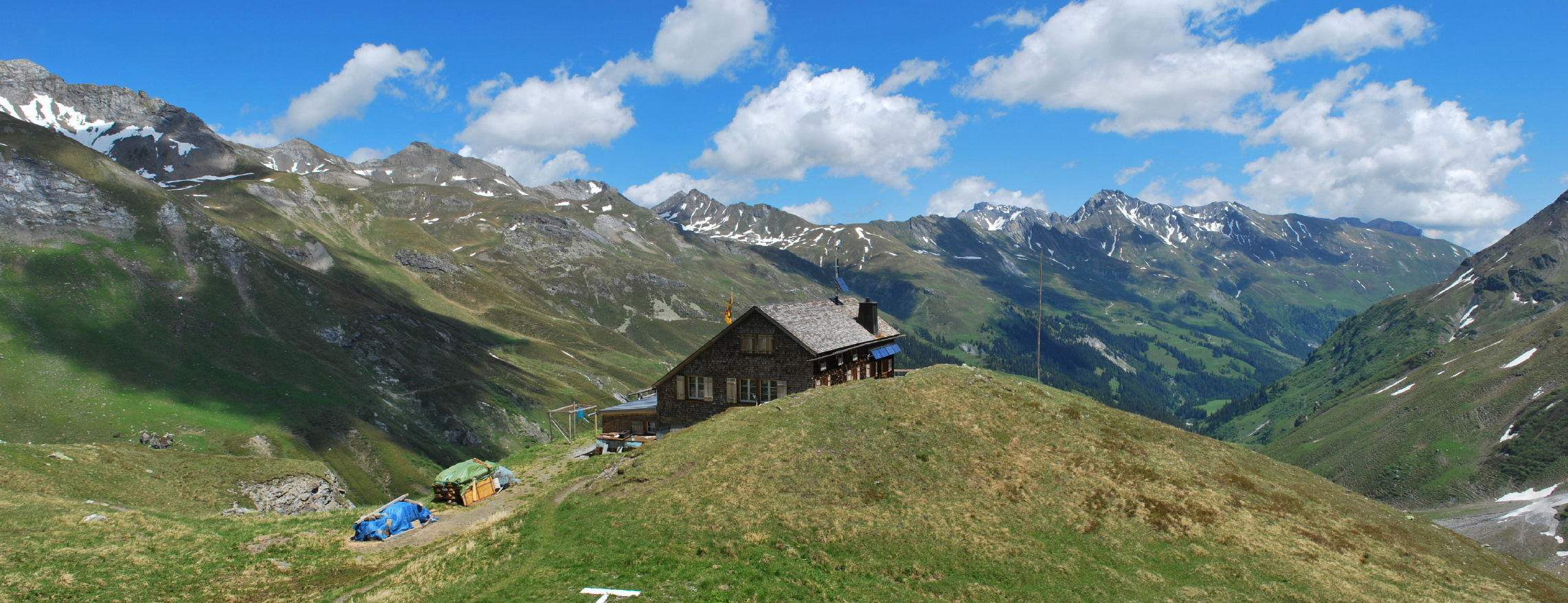
Blick von der Sardonahütte ins Calfeisental